# Aeschynanthus janowskyi
Aeschynanthus janowskyi là một loài thực vật có hoa trong họ Tai voi. Loài này được Schltr. mô tả khoa học đầu tiên năm 1926.